# Список парусных линейных кораблей Французского флота
Список включает все парусные линейные корабли Французского флота с 1626 по 1860 гг.
В начале каждого отдельного номера списка указывается название корабля, затем — количество несомых им орудий, дата постройки (приобретения) и дата выхода из состава флота. Через литеру «/» обозначены варианты различных названий-синонимов корабля, одновременно им носившихся, а также варианты упоминаемого в источниках вооружения судна.
Во Французском королевском флоте к кораблям 1 ранга до 1670 г. относились корабли с 60-70 пушками, с 1670 до приблизительно 1700 г. — корабли от 74 до 120 пушек; к кораблям 2 ранга до 1670 г. относились корабли с 40-50 пушками, после 1670 г. — корабли с 60-74 пушками; к кораблям 3 ранга до 1670 г. относились корабли с 30-40 пушками .

## Корабли постройки 1626—1660 г

### Корабли 1 ранга
- Couronne (1633), 48/68/72 пушки. Выбыл из службы в 1641 г. Разобран в 1643/1645 г.
- Reine (1647), Brave(1671), 50/60 пушек. Переклассифицирован в корабль 2 ранга в 1669 г. Разобран в 1673 г.
- Vendome (1651), Victorieux (1671), 64/66/70/72 пушки. Разобран в 1679 г.

### Корабли 2 ранга
- Royal (1627) /Vaisseau du Roi/Grand Vaisseau du Roi, Amiral (1634), Grand Saint Louis (1646), 48/52 пушки. Построен в Голландии. Продан в 1649 г. Разобран в 1650 г.
- Breze (1647), 46/54 пушки. Разбился в 1665 г.
- Jupiter (1633), 50 пушек.	Куплен в Швеции в 1647 г. Разобран в 1658 г.
- Cesar (1648), Rubis (1671), 44/54 пушки. Разобран в 1673 г.
- Saint Louis (1658), Aimable (1671), 52/60 пушек. Переклассифицирован в корабль 3 ранга в 1671 г. Разобран в 1690 г.

### Корабли 3 ранга
- Cardinal (1638), 40/46 пушек. Куплен в Голландии в 1638 г. В 1661 г. немореходен.
- Vierge (1638), 32/34 пушки. Куплен в Голландии в 1638 г. Разбился в 1660 г.
- Almirante, 34 пушки. Испанский приз (1638). Нет в списках флота после 1650 г.
- Lune (1641), 36/46 пушек. Потерян в море в 1664 г.
- Saint-Thomas-d'Aquin, 36/38 пушек. Испанский приз (1642). Немореходен (1660).
- Soleil Hercule (1642) (6-1671), Marquis (7-1671), 36/46 пушек. Разобран в 1672 г.
- Grand Anglais, 40 пушек. Приз 1643 г. Продан в 1650 г.
- Dragon (1646), 34/42 пушки. Переделан в блокшив (1674), продан в 1684 г.
- Smaaland Lejon (1634), Éminent (бывший Smaaland Lejon), 36/46 пушек. Куплен в Швеции в 1647 г. Разобран в 1661 г.
- Mazarin (1647), Bon (1671), 40/48 пушек. Разбился в 1672 г.
- Regine (1644) (ex Regina), 34/38 пушек. Куплен в Швеции в 1647 г. Взят голландцами в 1657 г., но возвращён обратно (1658). Нет в списках флота с 1664-67 гг.
- Anna (1649)(ex Sankt Anna), 40/46 пушек. Подарен королевой Швеции в 1650 г. Переделан в блокшив (1671).
- Hercule (1657), Marquis (1671), Hercule (1671), 38/46 пушек. Разобран в 1673 г. Переклассифицирован в корабль 4 ранга в 1671 г.

## Корабли постройки 1661—1669 гг

### Корабли 1 ранга
- Saint Philippe (1663), 78/80/84 ор. Сожжён в Ла Хоге в 1692 г.
- Rubis (1664), 60/64 ор. Взят англичанами в 1666 г.
- Bourbon (1665), Eclatant (1671),64/66 ор. Исключён из списков в 1684.
- Prince (1666), Sans pareil (1671), 64/70 ор. Потерян в море в 1679 г.
- Frederik (1666), Admirable (1671), 68/80 ор. Построен в Копенгагене. Разобран в 1677 г.
- Conquerant (1666), 66/72 ор. Построен и куплен в Амстердаме. Разбился в 1679 г.
- Intrepide (1666), Grand (1671), 66/76 ор. Построен и куплен в Амстердаме. Исключён из списков в 1678 г.
- Invincible (1666), 64/72 ор. Построен и куплен в Амстердаме. Исключён из списков в 1680 г.
- Neptune (1666), Illustre (1671), 64/74 ор. Построен и куплен в Амстердаме. Исключён из списков в 1698 г.
- Normand (1666), Saint louis (1671), 66/72 ор. Построен и куплен в Амстердаме. Разобран в 1680 г.
- Princesse (1667), Triomphant(1671), Constant (1678), 60/64 ор. Исключён из списков в 1690 г.
- Royal Louis (1668), 104/120 ор. Немореходен в 1692-97 г.
- Dauphin Royal (1668), Royal Dauphin (1671), Dauphin Royal (1691), 90/100/104 ор. Продан в 1700 г.
- Monarque (1668), 80/84/94 ор., . Признан негодным в 1685 г.
- Royal Duc (1668), Reine (1671), 100/104 ор. Разобран в 1688 г.
- Isle de France (1669), Lys (1671), 74/76/80 ор. Признан негодным в 1691 г.
- Couronne (1669),76/80/82/92 ор. Продан в 1712 г.
- Paris (1669), Royal Ttherese (1671), 72/80 ор., . Признан негодным в 1690.
- Henry (1669), Souverain (1671), Admirable (1678), 76/80 ор. Переклассифицирован в корабль 2 ранга и переименован в 1678 г. Разобран в 1689 г.
- Soleil Royal (1669), 104/110/120 ор. Сожжён в Шербуре в 1692 г.
- Charente (1669), Belliqueux (1671), Courtisan (1678), 60/66 ор. Признан негодным в 1679 г.
- Francais (1669), Glorieux (1671), 62/66 ор. Сожжён в сражении в 1677 г.
- Fort (1669), Foudroyant (1671), 68/76 ор. Разобран в 1690 г.

### Корабли 2 ранга
- Royale (1661), Ferme (1671), 52/58 пушек. Признан негодным в 1676 г.
- Grand Chalain (1661), Triomphe (1662), Courageux (1671), 40/48 пушек. Нет в списках флота с 1673 г.
- Dauphin (1664), Vermandois (1671), Vigilant (1678), 48/54 пушки. Разобран в 1700 г.
- Diamant (1664), 54/60 ор. Переведён в 3 ранг в 1671 г. Разобран в 1685 г.
- Therese (1665), 58 пушек. Взорвался в сражении (1669).
- Courtisan (1666), Magnifique (1671). Построен и куплен в Амстердаме. Переделан в баржу в 1682 г.
- Trident (1666), Aquilon (1671), 44/52 пушки. Признан негодным в 1697 г.
- Breton (1666), Courtisan (1671), 48/56 пушек. Потерян в море в Ост-Индии в 1674 г.
- Grand Danois (1666), Sophie (1667), Fort (1671), 56/60 пушек. Куплен в Дании, 1666. Переделан в баржу (1678).
- Navarre (1666), Constant (1671), 54/56 пушек. Потерян в Ост-Индии в 1673 г.
- Comte (1667), Prudent (1671), 50/58 пушек. Признан негодным в 1696 г.
- Lis (1667), Assure (1671), 56/60 пушек. Признан негодным в 1689 г.
- Fleuron (1668), 48/50 пушек. Признан негодным в 1688 г.
- Rouen Le Havre (1668), 52 пушки. Разбился в 1670 г.
- Rochefort (1669), Sage (1671), 52/56 пушек. Разбился в 1692 г.
- Wallon (1669), Duc (1671), 48/54 пушки. Признан негодным в 1691 г.
- Alsace (1669), Fier (1671), Ferme (1678), 60/64 пушки. Разобран в 1700 г.

### Корабли 3 ранга
- Cheval Marin (1666), 44 ор. Нет в списках флота с 1729 г.

## Корабли постройки 1670—1683 гг

### Корабли 1 ранга
- Sceptre (1670), 76/84 ор., . Разобран в 1692 г.
- Madame (1670), Pompeux (1671), 72/76 ор. Переделан в баржу в 1697 г.
- Royale Therese (1670), Saint Esptrit (1671), 70/76 ор. Продан в 1689 г.
- Joli (1670), Henri (1671), 70/80 ор. Продан в 1687 г.
- Rubis (1670), Florissant (1671), 72/76 ор. Исключён из списков в 1695 г. Разобран ок. 1700 г.
- Vermandois (1671), Suberbe (1671), 70/76 ор. Разобран в 1687 г.
- Orgueilleux (1672) (ex Faugon), 70/76 ор. Разобран в 1688 г.
- Magnanime (1673) (ex Courageux), 76/84 ор. Заложен как Courageux, признан негодным в 1705 г.
- Victorieux (1675), 100/108 ор. Признан негодным в 1685 г.
- Brave (1675), Constant (1675), Triomphant (1678), 74/76 ор. Сожжён в Шербуре в 1692 г.
- Courtisan (1676), Belliqueux (1678), 72/76 ор. Разобран в 1708 г.
- Admirable (1678), Souverain (1678), 80/84/90 ор. Продан в 1706 г.
- Grand (1680), 72/84/88 пушек. Переведён в 1707 г. во 2 ранг, разобран в 1716 г.

### Корабли 2 ранга
- Terrible (1670), 68/70 ор. Разбился в 1678 г.
- Tonnant (1670), 64/66 ор. Разбился в 1678 г.
- Parfait (1671) (Ex Indien), 60/64 ор. Исключён из списков в 1698/99 г.
- Saint Michel (1673)(ex Fier), 60/64 ор. Разобран в 1687 г.

### Корабли 3 ранга
- Brave (1670), Prince (1671). Исключён из списков флота в 1678 г.
- Louvre (1670), Bourbon (1671). Исключён из списков флота в 1678 г.
- Oriflamme (1670). Потерян в 1691 г.
- Navarrais (1670), Excellent (1671). Перестроен в 1679 г.
- Anjou (1671), Vaillant (1671), 1671. Разобран в 1691 г.
- Ardent (1671), Temeraire (1671). Захвачен и разрушен англичанами в 1694 г.
- Emerillon (1671), Fortuné (1671). Выбыл из списков флота в 1688 г.
- Glorieux (1671), Agreable (1671). Разобран в 1717.
- Fidele (1671). Разбился в 1676 г.
- Furieux (1671), Brillant (1678). Разобран в 1688/89 гг.
- Fougueux (1671), (ex Maure 1671). Разбился в 1691 г.
- Apollon (1671), (ex Saint Michel), Hardi (1678). Выбыл из списков флота в 1709 г.
- Heureux (1671). Разобран в 1693 г.
- Precieux (1671), (ex Brillant 1671). Захвачен голландцами в 1677 г., отбит в следующем году, но признан негодным к службе.
- Bon (1672). Негоден к службе в 1692 г.
- Maure (1672), Content (1678). Переделан в блокшив в 1685 г.
- Fendant (1672). Выбыл из списков флота в 1694-95 гг.
- Incertain (1672), Brave (1674). Признан негодным в 1681 г.
- Saint Cosme (1666), Rubis (1673), 1672 (prize). Испанский San Cosimo?, построен в Голландии в 1664-66 гг. Разобран в 1677 г.
- Hercule (1673, Arrogant (1678). Разбился в 1678 г.
- Saint Pierre (1674, Constant (1674), Arc en Ciel (1675), 1674 (prize). Испанский приз San Pedro, построенный в 1662—1664 гг. Признан негодным в 1676 г.
- Intrepide (1675) (ex Saint Esprit), 1675. Захвачен голландцами в 1677 г. Куплен у Голландии в 1679. Переделан в блокшив в 1686 г.
- Defenseur (1677). Голландский приз «Beschermer». Разбился в 1678 г.
- Ecueil (1678), Fort (1678). Сожжён в Ла-Хоге в 1692 г.
- Rubis (1678), Entreprenant (1680). Перестроен в Тулоне в 1702 г.
- Excellent (1678), 62 ор. Нет в списках флота с 1707 г.

### Корабли 4 ранга
- Avenant (1671), 42 ор. Нет в списках флота с 1704 г.
- Faucon (1673), 40 ор. Нет в списках флота с 1708 г.

## Корабли постройки 1684—1714 гг

### Корабли 1 ранга

Французский линейный корабль L’Ambitieux постройки 1691 г.

- Grand Rochefort (1680), 70/72/84/88/90 ор. Переведён во второй ранг в 1707 г. Разобран в 1716 г.
- Magnifique (1685), 72/84/86 ор. Сожжён в Ла-Хоге в 1692 г.
- Conquerant (1688), 70/84/86 ор. Переведён во 2 ранг в 1712 г. Разобран в 1743 г.
- Intrepide (1690), 72/84 ор. Признан негодным в 1717 г.
- Saint Esprit (1690), Monarque (1690), 84/88/90/94 ор. Признан негодным в 1716 г.
- Victorieux (1691),	88/92/94 ор. Признан негодным в 1717 г.
- Foudroyant (1691),	84/90 ор. Сожжён в Ла-Хоге в 1692 г.
- Orgueilleux (1691), 88/90/94 ор. Разобран в 1715 г.
- Admirable (1691), 76/84/94 ор. Сожжён в Шербуре в 1692 г.
- Sceptre (1691), 76/88 ор. Разобран в 1717 г.
- Merveilleux (1691), 92-96 ор. Сожжён в Ла-Хоге в 1692 г.
- Fulminant (1691), 80/96/98 ор. Признан негодным в 1719 г.
- Ambitieux (1691), 84/96 ор. Сожжён в Ла-Хоге в 1692 г.
- Formidable (1691),	80/90/94/96 ор. Разобран в 1714 г.
- Lys (1691), 80/84/88 ор. Сожжён в действии в 1705 г.
- Vainqueur (1692), 80/84/86	Broken up 1722.
- Royal Louis (1692), 110/112 ор. Призна негодным в 1723 г. Разобран в 1727 г.
- Merveilleux (1692), 92/98 ор. Продан и разобран в 1712 г.
- Foudroyant (1692), Soleil Royal (1693), 102/104 ор. Разобран в 1714 г.
- Admirable (1692), 82/88/90/96 ор. Разобран в 1715 г.
- Magnifique (1692),	86/88/90 ор. Разобран в 1715 г.
- Ambitieux (1692), 90/92/96 ор. Продан или разобран	в 1713 г.
- Terrible (1693), 92/96 ор.	Продан в 1714 г.
- Tonnant (1693), 88/90 ор. Немореходен в 1709 г.
- Saint Philippe (1693), 88/90/92 ор. Признан негодным в 1714 г.
- Triomphant (1693),	92/94/98 ор. Признан негодным в 1717 г.
- Foudroyant (1693), Ex Soleil Royal (1693), 102/104 ор. Признан негодным в 1713 г.
- Fier (1694), 90/92/94 ор. Признан негодным в 1713 г.

### Корабли 2 ранга
- Glorieux (1679), 56/66 ор. Переведён в 3 ранг в 1702 г. Разобран в 1719 г.
- Terrible (1680), 70/76 ор. Сожжён при Ла-Хог в 1692 г.
- Ardent (1680), 64/66 ор. Захвачен голландцами в 1705 г.
- Tonnant (1681), 70/76 ор. Сожжён при Ла-Хог в 1692 г.
- Fier (1682), 70/76 ор. Сожжён при Ла-Хог в 1692 г.
- Bourbon (1683), 60/64 ор. Сожжён при Ла-Хог в 1692 г.
- Courtisan (1686), 64/68 ор. Сожжён в результате несчастного случая в 1702 г.
- Content (1686), 56/68 ор. Захвачен англичанами в 1695 г.
- Serieux (1687), Croissant (1688), Serieux (1689), 56/68 ор. Переведён в 3 ранг в 1699 г. Разобран в 1718 г.
- Eclatant (1688), 62/70 ор. Разбился в 1713 г.
- Henri (1688), 60/68 ор. Переделан в блокшив в 1727 г.
- Brillant (1690), 56/66 ор. Переведён в 3 ранг в 1707 г. Признан негодным в 1719-22 гг.
- Aimable (1690), 64/70 ор. Продан в 1714 г.
- Superbe (1690), 62/70 ор. Уничтожен в сражении при Виго в 1702 г.
- Invincible (1690), 62/70 ор. Признан негодным в 1727 г. Разобран в 1748 г.
- Heureux (1690), 62/70 ор. Исключён из списков в 1709 г.
- Constant (1690), 62/70 ор. Исключён из списков в 1712 г.
- Gaillard (1690), 64/66 ор. Сожжён при Ла-Хог в 1692 г.
- Laurier (1690), 56/64 ор. Продан в 1707 г.
- Sirene (1691), 56/64 ор. Уничтожен в сражении в бухте Виго (1702)
- Saint Esprit (1691), 74/76 ор. Признан негодным в 1716 г.
- Ecueil (1691), 60/68 ор. Переведён в 3 ранг в 1700 г. Исключён из списков в 1709 г.
- Juste (1691), 62/66 ор. Признан негодным в 1717 г. Разобран в 1719 г.
- Bizarre (1692), 62/70 ор. Негоден к службе в 1718 г., разобран в 1727 г.
- Bourbon (1692), 62/68 ор. Захвачен голландцами в сражении в бухте Виго в 1702 г.
- Saint Louis (1692), 56/66 ор. Переведён в 3 ранг в 1699 г. Продан в 1712 г.
- Prompt (1692), 62/66 ор. Захвачен англичанами в сражении в бухте Виго.
- Fort (1693), 62/70 ор. Уничтожен в сражении в бухте Виго
- Eole (1693), 58/64 ор. Продан в 1710 г.
- Esperance d’Angleterre (бывший Hope), 64/70 ор. Английский приз, захвачен в 1695 г. Уничтожен в 1702 г. в сражении в бухте Виго.
- Content (1695), 54/64 ор. Переведён в 3 ранг. Продан в 1712 г.
- Ferme (1699), 66/72 ор. Захвачен англичанами в сражении в бухте Виго.
- Parfait (1701), 72/76 ор. Затоплен и поднят в 1707 г. Переделан в блокшив в 1722 г. Исключён из списков в 1723 г. Продан в 1726 г.

### Корабли 4 ранга
- Emporte (1684) 46 Dunkirk 1703
- Trident (1688) 44 1695
- Alcyon (1689) 40 	1717
- Poli (1691) 40 	1712
- Indien (1692) 46 	1704
- Adroit (1692) 44 1703
- Volontaire (1695) 44 1702/10/23
- Avenant (1696) 42 	1704
- Milford 32 Captured 1697/01/10
- Triton (1697) 40 	1709
- Maurepas (1697) 46 1712
- Thetis (1697) 44 	1705
- Africain (1701) 44 	1723
- Indien (1701) 44		1719
- Ludlow 32		Captured	1703/01/16
- Aquilon (1704) 48 	1707
- Griffon (1705) 44 	1712
- Argonaute (1708) 46 1720

## Корабли постройки 1715—1743 гг

### Корабли 3 ранга
Courageux (1753), 74 — захвачен британцами 1761, разбился 1796

## Корабли постройки 1744—1788 гг

### Корабли 1 ранга
- Soleil Royal (1749), 84, сожжен при Кибероне, 1759
- Commerce de Marseille (1788)

### Корабли 3 ранга
- Monarque (1747), 74 - захвачен британцами 1747, на рейдовую службу 1759, продан 1760

## Корабли постройки времён Французской революции (1789—1798 гг.)
Jean-Jacques Rousseau, 74 (1795) — переименован в Marengo в 1802, захвачен британцами в 1806, отправлен на слом 1816.

## Корабли постройки 1816—1860 гг

### 120-пушечные
- Souverain 	Toulon 	1819	126"	Hulked 1885.
- Formidable, Tocadero (1823)	Toulon 	1824	"	Accidentally burned 1836.

Never Commissioned.
- Inflexible, Duc de Bordeaux (1824), «Фридланд» (Friedland, 1830),	Cherbourg 	1840	120 Stricken 1864.
- Marengo, Ville de Vienne (1807), Comte d´Artois (1814), Ville de Paris (1830)	Rochefort 	1850	(120)	Steam 1858.
- Tonnant, Louis XIV (1828)	Rochefort 	1854	116	Steam 1857.
- Commerce de Paris, Borda (1840),
- Vulcan (1863)	Toulon 	1806	110—118	Guns : 30-36, 32-24, 32-12, 6-8, 18-36 ob.
- Valmy 	Brest 	1847	120	Displacement : 5231 t.

Guns: 62-30, 4-80o., 16-30c., 38-30 ob.